# Гофер Агассіса
Гофер Агассіса (Gopherus agassizii) — вид черепах з роду Гофери родини Суходільні черепахи. Інша назва назва «пустельний гофер». Отримав назву на честь швейцарського зоолога Луїса Агассіса.

## Опис
Загальна довжина карапаксу становить 15—36 см, вага 11—23 кг. Спостерігається статевий диморфізм: самці більші за самиць, вага перших 20 кг, других 13 кг. Голова вкрита лускою, хвіст товстий. Кігті дуже довгі, служать для викопування нір, де черепаха проводить основну частину дня.
Забарвлений однотонне: бурого або жовтий кольорів.

## Спосіб життя
Полюбляє пустелі та напівпустелі. Пересувається дуже повільно. Вона активна вранці, а при сильній спеці залишає свою нору тільки вночі. Своїми довгими кігтями черепаха риє нори глибиною до 10 м, де вони проводять без руху зимові місяці.
Це травоїдна черепаха, яка харчується низькими травами і чагарниками або свіжеопалим листям. Годується двічі на день, але може довгий час обходитися без їжі.
Статева зрілість настає у віці 14–20 років. Під час сезону парування самець нападає на самицю з флангу і шипить. Самиця відкладає від 4 до 12 круглих білих яєць у глибоку ямку, вириту у затишному куточку пустелі. Новонароджені вилуплюються з яєць через 4 місяці. Панцир у них м'який, яким і залишається впродовж 5 перших років життя.
Тривалість життя 100 років.
Популярна як домашня тварина попри те, що чисельність тварин скорочується в результаті погіршення звичних місць існування в результаті діяльності людини. У деяких районах популяції скоротилися на 55 %. Для збереження чисельності цього унікального тваринного в Каліфорнії влаштований резерват на території пустелі площею 38 кв. миль.

## Розповсюдження
Мешкає у США: Каліфорнія, на півдні Невади, південному заході штату Юта і на заході Аризони, Мексиці: Баха-Каліфорнія, Сонора, Сіналоа.